# Coupe d'Europe des clubs champions de basket-ball 1995-1996
Navigation
Édition précédente Édition suivante
La Coupe d'Europe des clubs champions de basket-ball 1995-1996 est la 39e édition de la Coupe d'Europe des clubs champions de basket-ball masculine, compétition qui rassemble les meilleurs clubs de basket-ball du continent européen,.

## Format de compétition
- 42 équipes (le tenant du titre de la coupe, les champions nationaux et un nombre variable d'autres clubs des principaux championnats nationaux) disputent des tours préliminaires à domicile et à l'extérieur. Le score cumulé des deux matchs détermine le vainqueur.
- Les seize équipes restantes après les tours préliminaires accèdent à la phase de groupes de la saison régulière, réparties en deux groupes de huit équipes, jouant selon un système de poules. Le classement final est basé sur les victoires et les défaites. En cas d'égalité entre deux équipes ou plus après la phase de groupes, les critères suivants sont utilisés pour déterminer le classement final : 1) nombre de victoires lors des confrontations directes entre les équipes ; 2) différence de points entre les équipes ; 3) différence de points générale au sein du groupe.
- Les quatre meilleures équipes de chaque groupe après la phase de groupes de la saison régulière sont qualifiées pour les quarts de finale (qualification au meilleur des trois matchs).
- Les quatre vainqueurs des quarts de finale sont qualifiés pour le Final Four.

## Tours préliminaires

### 1ertour
Le premier tour se déroule les 7 et 14 septembre 1995.
| Équipe 1               | Score   | Équipe 2              | Aller  | Retour |
| ---------------------- | ------- | --------------------- | ------ | ------ |
| Vita Tbilissi          | 139–178 | Žalgiris Kaunas       | 70–78  | 69–100 |
| Stavex Brno            | 175–186 | Fidefinanz Bellinzona | 106–93 | 69–93  |
| Kalev                  | 174–138 | Budapest Honvéd       | 78–57  | 96–81  |
| Dinamo Tirana          | 130–156 | Forest Sibiu          | 63–87  | 67–69  |
| SUBA Sankt Pölten      | 131–153 | APOEL Nicosie         | 60–67  | 71–86  |
| Zenica Metalno         | 136–142 | BK Prievidza          | 68–71  | 68–71  |
| Sunair Ostende         | 156–125 | Alvik                 | 79–61  | 77–64  |
| Résidence              | 161–184 | Sheffield Sharks      | 79–99  | 82–85  |
| Kouvot Kouvola         | 173–185 | Hapoel Galil Elyon    | 92–82  | 81–103 |
| KK Rabotnički Skopje   | 134–147 | BK Boudivelnyk Kyïv   | 65–64  | 69–83  |
| Mazowzanka             | 147–167 | Zrinjevac             | 79–74  | 68–93  |
| Plama Pleven           | 178–185 | Partizan Inex         | 83–93  | 95–92  |
| Rene Coltof Den Helder | 139–182 | Pau-Orthez            | 72–94  | 57–88  |

## 2etour
Le deuxième tour se déroule les 28 septembre 1995 et 5 octobre 1995.
| Équipe 1              | Score   | Équipe 2             | Aller  | Retour |
| --------------------- | ------- | -------------------- | ------ | ------ |
| Žalgiris              | 122–145 | Panathinaïkós        | 56–59  | 66–86  |
| Fidefinanz Bellinzona | 162–223 | CSKA Moscou          | 88–107 | 74–116 |
| Kalev                 | 148–172 | Buckler Beer Bologne | 65–81  | 83–91  |
| Forest Sibiu          | 139–221 | Maccabi Tel Aviv     | 74–99  | 65–122 |
| APOEL Nicosie         | 116–139 | Cibona               | 70–82  | 46–57  |
| BK Prievidza          | 162–184 | Benetton Treviso     | 87–91  | 75–93  |
| Sunair Ostende        | 149–155 | Ülker Istanbul       | 74–69  | 75–86  |
| Sheffield Sharks      | 132–145 | Real Madrid          | 57–67  | 75–78  |
| Hapoel Galil Elyon    | 137–176 | Iraklis Salonique    | 83–91  | 54–76  |
| BK Boudivelnyk Kyïv   | 161–179 | Bayer Leverkusen     | 98–77  | 63–102 |
| Zrinjevac             | 136–165 | Unicaja Málaga       | 70–85  | 66–80  |
| Partizan Inex         | 159–176 | Benfica              | 64–64  | 95–112 |
| Pau-Orthez            | 193–146 | KK Olimpija          | 96–71  | 97–75  |

## Saison régulière
La saison régulière se dispute du 26 octobre 1995 au 15 février 1996.

### Groupe A
| Rang | Équipe              | Pts | J  | G  | P  | Pp   | Pc   | Diff |  | Résultats (dom.\ext.) |        |       |       |       |       |       |       |       |
| ---- | ------------------- | --- | -- | -- | -- | ---- | ---- | ---- |  | --------------------- | ------ | ----- | ----- | ----- | ----- | ----- | ----- | ----- |
| 1    | CSKA Moscou         | 24  | 14 | 10 | 4  | 1162 | 1081 | 81   |  | CSKA Moscou           |        | 84-70 | 96-91 | 80-71 | 81-67 | 91-69 | 93-74 | 82-66 |
| 2    | Benetton Trévise    | 24  | 14 | 10 | 4  | 1157 | 1096 | 61   |  | Benetton Trévise      | 121-97 |       | 83-77 | 92-73 | 85-78 | 95-84 | 90-87 | 73-68 |
| 3    | Olympiakós          | 24  | 14 | 10 | 4  | 1132 | 1046 | 86   |  | Olympiakós            | 72-78  | 83-72 |       | 92-76 | 82-59 | 98-83 | 73-69 | 76-62 |
| 4    | Ülker İstanbul      | 20  | 14 | 6  | 8  | 1078 | 1104 | -26  |  | Ülker İstanbul        | 71-81  | 87-83 | 60-72 |       | 94-86 | 94-71 | 82-66 | 74-72 |
| 5    | Unicaja Málaga      | 20  | 14 | 6  | 8  | 1104 | 1081 | 23   |  | Unicaja Málaga        | 81-70  | 70-72 | 76-77 | 82-73 |       | 92-79 | 80-74 | 89-52 |
| 6    | Olympique d’Antibes | 20  | 14 | 6  | 8  | 1108 | 1169 | -61  |  | Olympique d’Antibes   | 72-68  | 73-65 | 97-89 | 86-79 | 82-81 |       | 81-82 | 86-65 |
| 7    | Bayer 04 Leverkusen | 19  | 14 | 5  | 9  | 1067 | 1112 | -45  |  | Bayer 04 Leverkusen   | 85-93  | 60-77 | 72-81 | 76-70 | 89-94 | 79-74 |       | 73-52 |
| 8    | Iraklis Salonique   | 17  | 14 | 3  | 11 | 945  | 1064 | -119 |  | Iraklis Salonique     | 71-68  | 75-79 | 63-69 | 65-74 | 71-67 | 91-71 | 72-81 |       |

### Groupe B
| Rang | Équipe               | Pts | J  | G  | P  | Pp   | Pc   | Diff |  | Résultats (dom.\ext.) | B     | M      |       |        |       |       |       |        |
| ---- | -------------------- | --- | -- | -- | -- | ---- | ---- | ---- |  | --------------------- | ----- | ------ | ----- | ------ | ----- | ----- | ----- | ------ |
| 1    | FC Barcelone         | 24  | 14 | 10 | 4  | 1145 | 1077 | 68   |  | FC Barcelone          |       | 88-80  | 63-57 | 87-61  | 89-88 | 84-80 | 76-66 | 106-94 |
| 2    | Real Madrid          | 22  | 14 | 9  | 5  | 1108 | 1079 | 29   |  | Real Madrid           | 82-94 |        | 80-73 | 76-64  | 76-71 | 91-74 | 81-78 | 86-81  |
| 3    | Panathinaïkós        | 22  | 14 | 9  | 5  | 1035 | 1007 | 28   |  | Panathinaïkós         | 74-95 | 54-52  |       | 67-69  | 72-69 | 67-72 | 79-61 | 67-51  |
| 4    | EB Pau-Orthez        | 22  | 14 | 8  | 6  | 1127 | 1092 | 35   |  | EB Pau-Orthez         | 82-70 | 94-75  | 79-87 |        | 74-69 | 90-66 | 80-62 | 76-61  |
| 5    | Buckler Beer Bologne | 20  | 14 | 6  | 8  | 1181 | 1149 | 32   |  | Buckler Beer Bologne  | 90-73 | 96-115 | 69-72 | 99-102 |       | 95-77 | 95-73 | 97-81  |
| 6    | Maccabi Tel Aviv     | 20  | 14 | 6  | 8  | 1105 | 1143 | -38  |  | Maccabi Tel Aviv      | 94-85 | 75-77  | 79-86 | 91-88  | 83-86 |       | 78-75 | 74-66  |
| 7    | Cibona Zagreb        | 20  | 14 | 6  | 8  | 1011 | 1052 | -41  |  | Cibona Zagreb         | 74-59 | 64-59  | 82-93 | 83-78  | 79-72 | 71-78 |       | 64-59  |
| 8    | Benfica Lisbonne     | 16  | 14 | 2  | 12 | 1046 | 1159 | -113 |  | Benfica Lisbonne      | 55-76 | 73-78  | 96-87 | 99-90  | 83-85 | 82-94 | 90-73 |        |

## Quarts de finale
Ces quarts de finale se disputent les 7, 12 et 14 mars 1996.
L'équipe première nommée dispute la première rencontre à domicile. La seconde, et si nécessaire la manche décisive, se déroule dans la salle de la seconde équipe.
| Équipe         | Score | Équipe           | 1re manche | 2e manche | 3e manche |
| -------------- | ----- | ---------------- | ---------- | --------- | --------- |
| Pau-Orthez     | 1 - 2 | CSKA Moscou      | 78 - 65    | 89 - 104  | 74 - 83   |
| Panathinaïkós  | 2 - 1 | Benetton Trévise | 70 - 67    | 69 - 83   | 65 - 64   |
| Ülker Istanbul | 0 - 2 | FC Barcelone     | 77 - 105   | 66 - 96   | -         |
| Olympiakós     | 1 - 2 | Real Madrid      | 68 - 49    | 77 - 80   | 65 - 80   |

## Final Four
|  | Demi-finales                                               | Demi-finales                                              |               |    | Finale                                                     | Finale                                                     |
|  | Demi-finales                                               | Demi-finales                                              |               |    | Finale                                                     | Finale                                                     |
|  |                                                            |                                                           |               |    |                                                            |                                                            |
|  | 9 avril, 19h00 - Paris (Palais omnisports de Paris-Bercy)  | 9 avril, 19h00 - Paris (Palais omnisports de Paris-Bercy) |               |    | 11 avril, 21h00 - Paris (Palais omnisports de Paris-Bercy) | 11 avril, 21h00 - Paris (Palais omnisports de Paris-Bercy) |
|  | 9 avril, 19h00 - Paris (Palais omnisports de Paris-Bercy)  | 9 avril, 19h00 - Paris (Palais omnisports de Paris-Bercy) |               |    | 11 avril, 21h00 - Paris (Palais omnisports de Paris-Bercy) | 11 avril, 21h00 - Paris (Palais omnisports de Paris-Bercy) |
|  | CSKA Moscou                                                | 71                                                        |               |    | 11 avril, 21h00 - Paris (Palais omnisports de Paris-Bercy) | 11 avril, 21h00 - Paris (Palais omnisports de Paris-Bercy) |
|  | CSKA Moscou                                                | 71                                                        |               |    | 11 avril, 21h00 - Paris (Palais omnisports de Paris-Bercy) | 11 avril, 21h00 - Paris (Palais omnisports de Paris-Bercy) |
|  | Panathinaïkós                                              | 81                                                        |               |    | 11 avril, 21h00 - Paris (Palais omnisports de Paris-Bercy) | 11 avril, 21h00 - Paris (Palais omnisports de Paris-Bercy) |
|  | Panathinaïkós                                              | 81                                                        | Panathinaïkós | 67 |                                                            |                                                            |
|  | 9 avril, 21h15 - Paris (Palais omnisports de Paris-Bercy)  |                                                           | Panathinaïkós | 67 |                                                            |                                                            |
|  |                                                            | FC Barcelone                                              | 66            |    |                                                            |                                                            |
|  | FC Barcelone                                               | FC Barcelone                                              | 66            | 76 |                                                            |                                                            |
|  | FC Barcelone                                               |                                                           |               | 76 |                                                            |                                                            |
|  | Real Madrid                                                | 66                                                        |               |    |                                                            |                                                            |
|  | Real Madrid                                                | 66                                                        | 3e place      |    |                                                            |                                                            |
|  |                                                            |                                                           |               |    |                                                            |                                                            |
|  | 11 avril, 19h00 - Paris (Palais omnisports de Paris-Bercy) |                                                           |               |    |                                                            |                                                            |
|  |                                                            |                                                           |               |    |                                                            |                                                            |
|  | CSKA Moscou                                                | 74                                                        |               |    |                                                            |                                                            |
|  | CSKA Moscou                                                | 74                                                        |               |    |                                                            |                                                            |
|  | Real Madrid                                                | 73                                                        |               |    |                                                            |                                                            |
|  | Real Madrid                                                | 73                                                        |               |    |                                                            |                                                            |

## Équipe victorieuse
Joueurs : 
- No 4 Frangískos Alvértis ( Grèce)
- No 6 Vaggelīs Vourtzoumīs ( Grèce)
- No 7 Kóstas Patavoúkas ( Grèce)
- No 8 Nikos Oikonomou ( Grèce)
- No 9 John Korfas ( Grèce)
- No 10 Panayótis Yannákis ( Grèce)
- No 11 Stojko Vranković ( Croatie)
- No 12 Dominique Wilkins ( États-Unis)
- No 13 Tzanis Stavrakopoulos ( Grèce)
- No 14 Miroslav Pecarski ( Serbie-et-Monténégro)
- No 15 Chrístos Myrioúnis ( Grèce)

Entraîneur :  Božidar Maljković ( Serbie-et-Monténégro)

## Récompenses individuelles
| Catégorie                      | Joueur             | Équipe        |
| ------------------------------ | ------------------ | ------------- |
| Meilleur marqueur              | Joe Arlauckas      | Real Madrid   |
| MVP du Final Four              | Dominique Wilkins  | Panathinaïkós |
| Meilleur marqueur de la finale | Artūras Karnišovas | FC Barcelone  |

### 5 majeur du Final Four
| Joueur             | Club          |
| ------------------ | ------------- |
| Vasily Karasev     | CSKA Moscou   |
| Fragiskos Alvertis | Panathinaïkós |
| Artūras Karnišovas | FC Barcelone  |
| Dominique Wilkins  | Panathinaïkós |
| Stojko Vranković   | Panathinaïkós |